# Cyril Rootham
Cyril Bradley Roothham (født 5. oktober 1875 i Bristol - død 18. marts 1938 i Cambridge, England) var en engelsk komponist, organist, lærer og dirigent.
Roothham studerede musik, orgel og komposition som ung hos sin fader på Cambridge Universitet, og kom senere på Det Kongelige Musikkonservatorium i London, hvor han studerede komposition hos bl.a. Charles Villiers Stanford. Han har skrevet to symfonier, orkesterværker, kammermusik, korværker, sange, scenemusik, og solostykker for mange instrumenter etc. Roothham underviste i komposition på Cambridge Universitet, og var samtidig dirigent for Cambridge Universitets Symfoniorkester, hvor han fik stor betydning for opførelsen af mange, både engelske og udenlandske orkesterværker. Roothham var også organist ved mange kirker i England, bl.a. St. Johns Katedral.

## Udvalgte værker
- Symfoni nr. 1 (1932) - for orkester
- Symfoni nr. 2 (1938) - for kor og orkester
- "Pan" (rapsodi) (1912) - for orkester
- "St. John's suite" (1929-1930) - for kammerorkester
- "Adonis salme" (1931) - for orkester
- "De to søstre" (koncertoverture) (1918) - for orkester
- "Fruen af Shalott" (digt af Alfred Lord Tennyson) (1909) - for kor og orkester
- "Andromeda" (dramatisk kantate) (digt af Charles Kingsley) (1903–1905) - for kor og orkester